# اتودسک تری‌دی‌اس مکس
اتودسک تری‌دی‌اس مکس (به انگلیسی: Autodesk 3ds Max) که پیشتر استودیوی سه‌بعدی مکس (به انگلیسی: 3D Studio Max) نامیده می‌شد، یک برنامهٔ گرافیک سه‌بعدی رایانه‌ای حرفه‌ای است که برای ساخت پویانمایی‌ها، مدل‌ها، بازی‌ها و تصاویر سه‌بعدی استفاده می‌گردد. این نرم‌افزار توسط شرکت رسانه و سرگرمی اتودسک ساخته و منتشر شده‌است. برنامه توانمندی‌های مدل‌سازی و ساختار قابل انعطاف افزایه (به انگلیسی plugin) داشته و می‌تواند بر روی سکوهای رایانش مایکروسافت ویندوز اجرا شود. تری‌دی‌اس مکس همواره توسط توسعه‌دهندگان بازی‌های ویدئویی، بسیاری از استودیوهای تبلیغات تلویزیونی و استودیوهای مجسم‌سازی معماری به کار می‌رود. از این برنامه همچنین در جلوه‌های ویژه سینمایی و مجسم‌سازی اولیه فیلم‌ها استفاده می‌شود. در کل، این نرم افزار بطور تخصصی در زمینه‌ی طراحی سه بعدی، قدرتمند است و به عقیده‌ی افرادی، بهترین است.
همچنین ابزارهای مدل‌سازی و پویانمایی، آخرین نسخه از تری‌دی‌اس مکس، توانایی سایه‌زن (مانند انسداد محیط و پراکندگی زیرسطحی)، شبیه‌سازی پویا، پرتوافکنی یا ریدیوسیتی، سامانه ذره، خلق و رندر نگاشت نرمال، نورپردازی سراسری، یک واسط کاربر قابل تنظیم و زبان اسکریپت‌نویسی ویژه خودش و زبان پایتون را در بر می‌گیرد.
این نرم‌افزار توانایی مدلسازی به شیوهٔ نربز (NURBS) و پتچ (PATH) را دارا می‌باشد

## تاریخچه و انتشار اولیه
محصول استودیوی سه‌بعدی اصلی توسط گری یوست و گروه یوست برای سکوی داس آفریده شد و بدست شرکت اتودسک منتشر گردید. پس از انتشار نسخهٔ چهارم استودیوی سه‌بعدی داس، محصول برای سکوی ویندوز ان‌تی بازنویسی شد و به "استودیوی سه‌بعدی مکس" تغییر نام داد. این نسخه نیز توسط گروه یوست خلق شد و بدست کنیتکس که در آن زمان بخش رسانه و سرگرمی اتودسک بود منتشر گردید.
اتودسک نرم‌افزار را پس از انتشار دومین بروزرسانی استودیوی سه‌بعدی مکس خرید و طی دو انتشار بعدی کل مراحل گسترش را خود شرکت به صورت سازمانی انجام داد. در آینده نرم‌افزار به نام "تری‌دی‌اس مکس" توسط دیسکریت، یک شرکت نرم‌افزاری در مونترآل که اتودسک به تازگی خریداری کرده بود منتشر شد.
بعد از انتشار نسخهٔ هفتم، دوباره لوگوی اتودسک بر روی محصول قرار گرفت و نام رسمی به حالت کنونی ("اتودسک تری‌دی‌اس مکس") درآمد.

### نسخه‌ها
| ورژن                  | سیستم عامل | نام کد             | سال انتشار |
| 3D Studio Prototype   | ام‌اس-داس   | ثاد                | ۱۹۸۸       |
| 3D Studio             | ام‌اس-داس   | ثاد                | ۱۹۹۰       |
| 3D Studio 2           | ام‌اس-داس   |                    | ۱۹۹۲       |
| 3D Studio 3           | ام‌اس-داس   |                    | ۱۹۹۳       |
| 3D Studio 4           | ام‌اس-داس   |                    | ۱۹۹۴       |
| 3D Studio MAX 1.0     | ویندوز     | جگوار              | ۱۹۹۶       |
| 3D Studio MAX R2      | ویندوز     | آتنا               | ۱۹۹۷       |
| 3D Studio MAX R3      | ویندوز     | شیوا               | ۱۹۹۹       |
| Discreet 3dsmax 4     | ویندوز     | ماگما              | ۲۰۰۰       |
| Discreet 3dsmax 5     | ویندوز     | لونا               | ۲۰۰۲       |
| Discreet 3dsmax 6     | ویندوز     |                    | ۲۰۰۳       |
| Discreet 3dsmax 7     | ویندوز     | کاتالیست           | ۲۰۰۴       |
| Autodesk 3ds Max 8    | ویندوز     | وسپر               | ۲۰۰۵       |
| Autodesk 3ds Max 9    | ویندوز     | ماکالو             | ۲۰۰۶       |
| Autodesk 3ds Max 2008 | ویندوز     | گودا               | ۲۰۰۷       |
| Autodesk 3ds Max 2009 | ویندوز     | جانسون             | ۲۰۰۸       |
| Autodesk 3ds Max 2010 | ویندوز     | رنوار              | ۲۰۰۹       |
| Autodesk 3ds Max 2011 | ویندوز     | زلدا               | ۲۰۱۰       |
| Autodesk 3ds Max 2012 | ویندوز     | اکس کالیبور /رمپیج | ۲۰۱۱       |
| Autodesk 3ds Max 2013 | ویندوز     | سیم سیتی           | ۲۰۱۲       |
| Autodesk 3ds Max 2014 | ویندوز     | تککن               | ۲۰۱۳       |
| Autodesk 3ds Max 2015 | ویندوز     | الوود              | ۲۰۱۴       |
| Autodesk 3ds Max 2016 | ویندوز     | ققنونس             | ۲۰۱۵       |
| Autodesk 3ds Max 2017 | ویندوز     | کرین               | ۲۰۱۶       |
| Autodesk 3ds Max 2018 | ویندوز     | ایموجی             | ۲۰۱۷       |
| Autodesk 3ds Max 2019 | ویندوز     | نپتون              | ۲۰۱۸       |
| Autodesk 3ds Max 2020 | ویندوز     | آتنا               | ۲۰۱۹       |
| Autodesk 3ds Max 2021 | ویندوز     | تیزوس              | ۲۰۲۰       |
| Autodesk 3ds Max 2022 | ویندوز     | هایددال            | ۲۰۲۱       |
| Autodesk 3ds Max 2023 | ویندوز     | وستا               | ۲۰۲۲       |
| Autodesk 3ds Max 2024 | ویندوز     | المپوس             | ۲۰۲۳       |
| Autodesk 3ds Max 2025 | ویندوز     | میدگارد            | ۲۰۲۴       |
| Autodesk 3ds Max 2026 | ویندوز     | دیوی               | ۲۰۲۵       |

## توانمندی‌ها

### MAXScript
MAXScript یک زبان اسکریپت‌نویسی داخلی است که می‌تواند یک وظیفه را به صورت خودکار تکرار، دستورالعمل‌های موجود را با روش‌های جدید ترکیب، ابزارها و واسط‌های کاربری جدید ایجاد یا  کار های بسیار دیگری را انجام دهد. همچنین می‌توان ماژول‌های افزونه‌ها را کاملاً با MAXScript ایجاد کرد.

### MCG
یک زبان ویژوال اسکریپت‌نویسی داخلی است.
از نسخه 2016  کاربران را قادر می سازد با استفاده از گردش کار مبتنی بر گره بصری(ند بیس) ، اصلاح کننده ها ، هندسه و افزونه های ابزاری را ایجاد کنند.
با MCG کاربر می تواند به راحتی پلاگین مورد نیاز خود دار درچندین دقیقه با قابلیت ند بیس برای 3ds Max ایجاد کند. نمودار حاصل می تواند در یک فایل XML (.maxtool) ذخیره شود و یا با ترکیبات دیگر بسته بندی شود (.maxcompound) که به یک فایل ZIP (.mcg) بستگی دارد که می تواند به راحتی با کاربران 3ds Max به اشتراک گذاشته شود.

### Data Channel Modifier
مدیفایر دیتا چنل که از نسخه 2017به این برنامه اضافه شده است یک ابزار همه کاره و پرسیجوال برای اتوماسیون مدلینگ و کارهای پیچیده است.با استفاده از داده های مش و تعدادی کنترلر کاربر قادر خواهد بود به راحتی به جلوهای گوناگونی دست پیدا کند که کاملا پرسیجوال است.

### پارتیکل فلو _PF
ایجاد سیستم ذره ها در محیط نودبیس

### کارگاه شخصیت_Character Studio
کارگاه شخصیت که یک افزونه از نسخهٔ چهارم مکس بود، حالا در استودیوی سه‌بعدی یکپارچه است و به کاربران برای حرکت و تجسم شخصیت‌های مجازی کمک می‌کند. این سیستم با استفاده از اسباب شخصیت یا اسکلت ۲ پا که تنظیمات سهام است کار می‌کند، که می‌تواند برای شبکه شخصیت‌های مناسب و نیازهای مناسب تغییر کند یا سفارشی شود. این ابزار همچنین شامل ابزارهای ویرایش قوی سویچینگ IK/FK، دستکاری حالت‌های وانمود کردن، لایه‌ها و گردش فریم کلیدیها و به اشتراک‌گذاری داده‌های پویانمایی در سراسر اسکلت ۲ پا مختلف است. این "۲ پا" از دیگر ویژگی‌های مفید اشیاء است که برای کمک به سرعت بخشیدن در تولید چرخه‌های راه‌رفتن و مسیرهای حرکت و همچنین به عنوان حرکت ثانویه است.

### سیستم طراحی مایعات _ Bifröst
از نسخه 2018.4

### جستجوگر صحنه
جستجوگر صحنه ابزاری است که دید سلسله مراتبی از داده‌ها، تجزیه و تحلیل صحنه و تسهیل کار با صحنه‌های پیچیده تر را فراهم می‌کند. جستجوگر صحنه یک توانایی است برای مرتب، فیلتر و جستجو کردن صحنه با هر نوع شئ یا اموال (از جمله فراداده). این ویژگی که در تری‌دی‌اس مکس ۲۰۰۸ اضافه شد، اولین جزئی بود که از کدهای مدیریت شدهٔ دات‌نت در تری‌دی‌اس مکس بیرون از MAXScript استفاده می‌کرد.

### واردکردن DWG
تری‌دی‌اس مکس از هر دو واردات و اتصال فایل‌های DWG را پشتیبانی می‌کند. مدیریت حافظهٔ ارتقا یافته در تری‌دی‌اس مکس ۲۰۰۸ باعث می‌شود تا چندین شئ را در داخل صحنه‌های بزرگ‌تر وارد کرد.

### انتساب/ویرایش بافت_UV Editor
تری‌دی‌اس مکس عملیات بافت خلاق و نقشه برداری مسطح، از جمله کاشی کاری، معکوس، چرخاندن، محو کردن، کشش UV و سست‌سازی را ارائه داده، نامرتبی را حذف می‌کند؛ UV را نگه داشته و تصویر الگوی UV را خروجی می‌دهد. گردش کاری بافت شامل توانایی مخلوط کردن تعداد نامحدودی از بافت‌ها، یک مرورگر مواد/نقشه با پشتیبانی از کشیدن و رها کردن انتساب، و سلسله مراتب با عکس‌ها می‌شود. گردش کاری UV شامل نقشه پوست خام، که شکاف‌های دلخواه را تعریف کرده و باعث می‌شود تا کاربر بتواند UVها را با توجه به آن شکاف‌ها تا کند، کپی/پیست کردن مصالح‌ها، نقشه‌ها و رنگ‌ها و دسترسی سریع به انواع نقشه‌ها (جعبه، استوانه‌ای، کروی) می‌شود.

### فریم‌های کلیدی_ Animation Kay frame
دو حالت کلید زنی - کلید مجموعه و کلید اتوماتیک - پشتیبانی از گردش فریم‌های کلیدی مختلف را پیشنهاد می‌کنند. کنترل‌های سریع و بصری برای فریم‌های کلیدی - از جمله: کات، کپی و پیست - به کاربر اجازه می‌دهند پویانمایی‌ها را به راحتی ایجاد کنند. مدار پویانمایی ممکن است به‌طور مستقیم در دریچهٔ دید مشاهده و ویرایش شود.

### پویانمایی
اشیاء را می‌توان در امتداد منحنی‌ها با هم ترازی، سرعت، نرمی، حلقه و متحرک کردن در امتداد سطح کنترل کرد. می‌توان بین چند منحی متحرک با مسیر کنترل شده وزنه کرد و آن وزن را پویانمایی کرد. اشیاء را می‌توان با اشیاء دیگر در بسیاری از جهات - ازجمله نگاه کردن به - جهت‌گیری در فضاهای مختلف مختصات، و ایجاد ارتباط در نقاط مختلف و در زمان محدود متحرک کرد.

### پوست
اصطلاح پوست(Skin) یا هیکل ممکن است برای رسیدن به کنترل دقیق تغییر شکل اسکلتی مورد استفاده قرار گیرد، به‌طوری‌که تغییر شکل شخصیت یکنواخت به عنوان مفاصل منتقل شده حتی در ناحیه‌ها از جمله شانه‌ها.
تغییر شکل پوست را با استفاده از وزنه راس مستقیم، حجم رئوس تعریف شده توسط لفاف یا هر دو می‌توان کنترل کرد.
از نسخه 2017 قابلیت Delta mush, (DQ)Dual Quaterinion اضافه شده است.

### شیدر نویسی OSL
امکان دانلود شیدرهای OSL و همچنین نوشتن شیدرهای دلخواه
در نسخه 2019 زبان برنامه‌نویسی OSL اضافه شده است که کابران مکس میتواند با سیستم ند بیس و کاملا پرسیجوال شیدرهای مورد نیاز خود را تولید کنند.
ابزار جدید دیگری که به 2019 3ds max افزوده شده، Open Shading Language و OSL Map میباشد. به کمک این ویژگی، میتوانیم شیدر های دلخواه خود را بنویسیم و یا شیدرهای OSL آماده را دانلود و مورد استفاده قرار دهیم.

### امکان تولید تکسچرهای چوب با تنظیمات کامل
به مدد استفاده از ابزار جدید Wood procedural Map میتوانیم تکسچرهای چوب را با جزئیات و تنظیمات کامل تولید کنیم. این ابزار شامل پریست هایی برای چند نوع چوب از جمله افرا، گیلاس و بلوط میباشد و برای موتور رندرهای آرنولد و Scanline قابل دسترسی است.

## کاربرد

### استفاده در صنعت

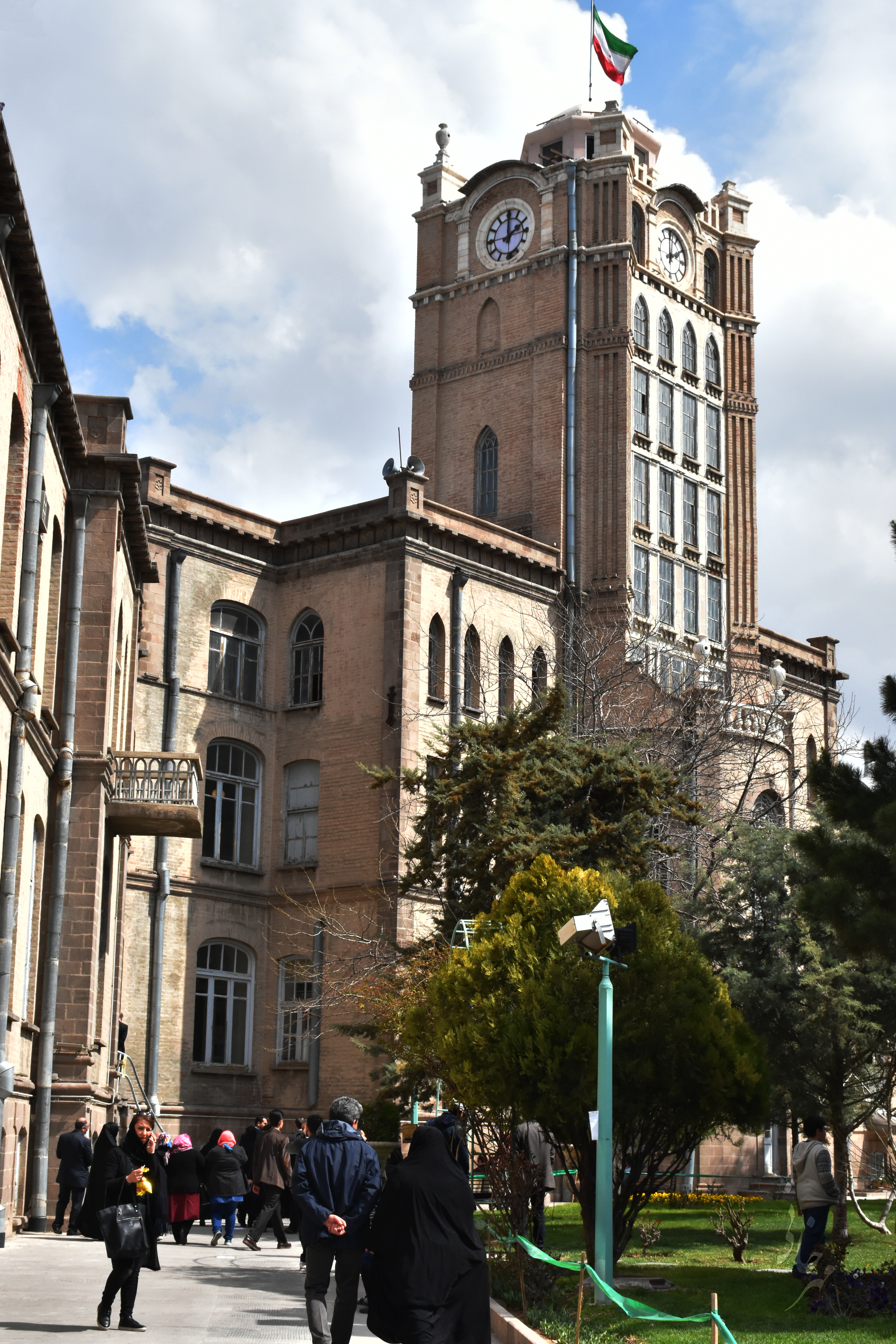
طراحی از شهر با تری‌دی‌اس مکس

فیلم‌های زیادی توسط اتودسک تری‌دی‌اس مکس یا نسخه‌های قبلی با نام متفاوتی ساخته شده‌اند. فیلم‌های پرفروشی چون آواتار و ۲۰۱۲ که از گرافیک سه‌بعدی کامپیوتری بهره برده‌اند، از این دسته می‌باشند. البته، در کنار اتودسک تری‌دی‌اس مکس، نرم‌افزار مادباکس برای ساخت بافت‌ها استفاده شده‌است.
همچنین از این نرم‌افزار در توسعهٔ گرافیک سه‌بعدی رایانه‌ای چندین بازی ویدئویی استفاده گردیده است.
مجموعه‌های معماری و مهندسی نیز  برای طراحی هنر مفهومی خود از اتودسک تری‌دی‌اس مکس استفاده می‌کنند. مکس شباهت بسیار زیادی به اتوکد دارد به همین دلیل معماران ترجیح می‌دهند تا از این نرم‌افزار برای بهترین کیفیت رندر استفاده کنند.

### استفاده در آموزش
برنامه‌های آموزشی در سطح دوم و سوم از تری‌دی‌اس مکس در دوره‌های خود در گرافیک سه بعدی کامپیوتر و انیمیشن‌های کامپیوتری استفاده می‌کنند.
دانش آموزان در رقابت برای اولین بار برای شناختن انیمیشن‌های سه‌بعدی از تری‌دی‌اس مکس استفاده می‌کنند.

### تری دی مکس در معماری
معماران با تری‌دی‌اس مکس به طرح پلان های خود روح بخشیده و قبل از ساخته شدن ساختمان تمامی عناصر نمای بیرونی و طراحی داخلی و حتی دکوراسیون داخلی ساختمان را با بهترین کیفیت ببینند و تغییرات دلخواه را روی آن اعمال کنند.
رندر نوع متریال، رنگ پنجره ها، کفپوش ها، شیرآلات و ... ، و همچنین نورپردازی در این نرم افزار می تواند به طرز غیر قابل باوری طبیعی باشد، به قدری که گاهی تشخیص یک رندر خوب و عکس واقعی دشوار خواهد بود.
از مهمترین مزایای طراحی سه بعدی در معماری می‌توان به مواردی از جمله پیشگیری از هزینه‌های اضافی، شناخت نقاط قوت و ضعت، برآورد هزینه اولیه و کلی در پروژه‌ها، مکان زمانبندی پروژه‌ها، ابزاری ساده و مفید، مهمترین ابزار برای تبلیغات در صنعت، جذب مشتریان با استفاده از طراحی سه بعدی و ارائه آن، خلق یک طراحی دقیق، ویرایش طرح به راحتی، مقرون به صرفه بودن، تقویت بازاریابی با استفاده از طراحی سه بعدی، خلق فرصت‌های واقعیت مجازی اشاره کرد.

### تری دی مکس در انیمیشن
یکی دیگر از نیازهای کارفرمایان ساخت انیمیشن از فضاهای معماری و محصولات صنعتی است. که نرم‌افراز تری دی مکس با داشتن قدرت‌های بی‌انتها در حوزۀ پویانمایی توانسته نیاز کارفرمایان را رفع کند.

### تری دی مکس در جلوه های ویژه سینمایی
امروزه صنعت‌هایی نظیر سینما، بازی‌های رایانه‌ای و تبلیغات نیازمند جلوه‌های ویژۀ سینمایی و طراحی شخصیت‌های سه‌بعدی می‌باشند. بسیاری از شخصیت‌ها و فیلم‌های هالیوودی که تا به امروز از دیدن آن‌ها لذت بردید کار این نرم‌افزار قدرتمند است.
لیست فیلم های که در ساخت انها از برنامه تری دی استدیو مکس استفاده شده است.

## اشکال هندسی از پیش تعریف شده
این روشی از مدل‌سازی است که در آن مدل از بعضی از اشکال هندسی ساده همچون جعبه، استوانه یا مخروط ایجاد می‌شوند. این اشکال هندسی در فهرست‌های اشکال هندسی از پیش تعریف شدهٔ استاندارد و اشکال هندسی از پیش تعریف شدهٔ تعمیم داده شده نرم‌افزار موجود است. همچنین هنرمند می‌تواند از عملیات‌های بولی مانند تفریق، برش و اتصال استفاده کند. برای مثال، می‌توان دو کره را به صورت حباب به یکدیگر متصل کرد که به آن میتبال گفته می‌شود.

### اشکال هندسی استاندارد
| جعبه:    | یک مکعب مستطیل را می‌سازد. یک نوع دیگر جعبه که مکعب نامیده می‌شود، طول و عرض و ارتفاع یکسانی دارد.                                                                                 |
| استوانه: | یک استوانه را می‌سازد. |
| چنبره:   | یک چنبره (یا حلقه) را با دایره‌هایی در مقطع‌هایش می‌سازد. به خاطر شکلش، گاهی اوقات به چنبره دونات هم گفته می‌شود.                                                                    |
| قوری:    | یک قوری یوتا را درست می‌سازد. از آنجایی که قوری یک شئ پارامتری است، کاربر می‌تواند انتخاب کند تا کدام یک از بخش‌های قوری خلق شود. بخش‌های قوری عبارتند از بدنه، دسته، دهانه و درپوش. |
| مخروط:   | یک مخروط یا یک مخروط برعکس را می‌سازد. |
| کره:     | یک کره یا نیم کره یا هر برشی از کره را می‌سازد. |
| لوله:    | یک لولهٔ گرد یا منشوری را می‌سازد. لوله شبیه استوانه‌ای است که وسطش سوراخ باشد. |
| هرم:     | یک هرم با قاعدهٔ چهارضلعی یا مثلثی را می‌سازد. |
| صفحه:    | یک چند ضلعی مسطح را می‌سازد. کاربر می‌تواند اندازهٔ طول، عرض و ضخامت آن را تعیین کند.                                                                                               |
| کره ژئو: | یک کره یا نیم کره را بر اساس سه نوع کثیرالوجوه می‌سازد. |

### اشکال هندسی تعمیم داده شده
| هدرا:         | یک شئ که از چند چندوجهی تشکیل شده را می‌سازد.         |
| جعبه پخ:      | یک جعبه با گوشه‌های اریب یا گرد را می‌سازد.            |
| مخزن نفت:     | یک استوانه با سر و ته محدب را می‌سازد.                |
| دوک:          | یک استوانه با سر و ته مخروطی را می‌سازد.              |
| چندوجهی حجیم: | یک چندوجهی حجیم را می‌سازد.                           |
| منشور:        | یک منشور سه وجهی را می‌سازد.                          |
| گره چنبره:    | (انحنای پایه نامیده می‌شود) یک گره یا حلقه را می‌سازد. |
| استوانه پخ:   | یک استوانه با لبه‌های اریب یا گرد را می‌سازد.          |
| کپسول:        | یک استوانه با سر و ته نیم کره را می‌سازد.             |
| L-Ex:         | یک شئ L مانند بیرون آمده را می‌سازد.                  |
| C-Ext:        | یک شئ C مانند بیرون آمده را می‌سازد.                  |
| شلنگ:         | یک شئ منعطف شبیه به فنر را می‌سازد.                   |

## رندرینگ
رندر عبارت است از تهیه خروجی در قالب فایل‌های تصویری از برنامه و محیط کاری در مکس که توسط یک سری دستور و برنامه‌های گرافیکی به نام موتور رندر. این نرم‌افزار از موتورهای رندرینگ قدرتمندی مانند Arnold، V-Ray و Corona پشتیبانی می‌کند که قابلیت تولید تصاویر باکیفیت و نزدیک به واقعیت را فراهم می‌کنند. بعضی از موتورهای رندر عبارتند از:
- آریون‌رندر
- اسکن‌لاین رندرینگ
- اوکتان رندر
- ایندگورندر
- برزیل آر/اس
- بیگ‌رندر ۳.۰
- رندرمن
- فرای‌رندر
- فریبال
- لوکس‌رندر
- مکسول رندر
- منتال ری
- وی-ری
- فاینال‌رندر
- کرونا رندر
- ونتیج رندر

## آشنایی با محیط نرم افزار تری دی مکس
اولین قدم برای یادگیری و آموزش تری دی مکس شناخت رابط کاربری می‌باشد. به‌طور کلی به بخش گرافیکال یک نرم‌افزار که کاربر با آن برخورد می‌کند رابط کاربری یا User interface می‌گویند.
1. User Account menu: در صورتی که در اتودسک حساب کاربری دارید، از این قسمت می‌توانید وارد اکانت خود شوید.
2. Workspace selector: از این قسمت جهت تغییر فضای ‌کاری نرم‌افزار می‌توان بهره‌مند شد.
3. Menu bar: تمامی فرامین برنامۀ تری دی مکس را در خود جای داده است. جهت استفاده از بخش‌های مختلف نرم‌افزار می‌توان از نوار منو برای بازکردن بخش مورد نظر استفاده نمود.
4. Main toolbar: نوار ابزار اصلی تری دی مکس که کاربردی‌ترین ابزارها را در خود جای داده است.
5. Ribbon: فرامین موجود در این قسمت در حین ویرایش یک آبجکت (Polygon) به کمک ما می‌آیند و به‌صورت سریع و بدون مزاحمت ابزارهای دیگر به پرکاربردترین ابزارها به‌صورت یکجا دسترسی داریم.
6. Scene Explorer: از این قسمت جهت مشاهدۀ، مرتب‌سازی، فیلتر، انتخاب اشیاء و … در تری دی مکس استفاده می‌شود.
7. Viewport Layouts: تغییر چیدمان ویوپورت را به کمک رابط کاربری برای شما امکان‌پذیر می‌کند.
8. Command panel: پنل فرامین شامل 6 بخش است که به شما اجاره دسترسی به اکثر بخش‌های مدل‌سازی را می‌دهد.
9. Viewports: ویوپورت یا درگاه دید که امکان تهیۀ دیدی را برای کاربر فراهم می‌کند و وظیفۀ تعامل با فضای سه‌بعدی را بر عهدۀ دارد.
10. MAXScript Mini Listener: به زبان برنامۀ‌نویسی تحت تری دی استودیو مکس، MAXScript گویند. با استفاده از این قسمت امکان برنامۀ‌نویسی برای کاربران مهیا شده است.
11. Status line and Prompt line: نوار وضعیت که پیام‌های نرم‌افزار در این قسمت نمایش داده می‌شود.
12. Isolate Selection toggle and Selection Lock toggle: ایزوله‌کردن آبجکت انتخاب‌شده و حالت قفل‌شدن انتخاب از این قسمت قابل کنترل می‌باشد.
13. Coordinate display: موقعیت مکان‌نما و موقعیت اشیاء را نمایش می‌دهد.
14. Animation and Time controls: کنترلرهای انیمیشن
15. Viewport Navigation controls: ابزارهای پیمایش در ویوپورت
16. Projects toolbar: برای ساماندهی تمامی پرونده‌ها در قالب یک پروژه مورد استفاده قرار می‌گیرد.

### Floating and Docking
در تری دی مکس پنجرۀ‌ها، نوار ابزارها، منوها و اسلایدر زمان، امکان Floating (شناور) یا Docking (قابلیت چسبیده‌شدن به قسمتی از اینترفیس) را دارا می‌باشند.
با کلیک و درگ کردن بر روی خط‌چین امکان سوئیچ‌کردن بین این دو حالت میسر شده است. همچنین با راست کلیک کردن روی خط‌چین، از منوی باز‌شده به این دو حالت دسترسی دارید.

### Numerical Expression Evaluator
در صورت فعال‌بودن فیلدهای عددی و زدن کلیدهای ترکیبی (Ctrl + N) ماشین‌حساب تری دی مکس باز می‌شود.

### Flyouts
اصطلاحاً به منوی‌هایی که در گوشۀ سمت راست خود یک مثلث دارد و با کلیک نمودن بر روی آن‌ها یک منو باز می‌شود (Flyout) گفته می‌شود.

## همچنین بنگرید به
- لایت‌ویو تری‌دی
- بلندر
- نرم‌افزار سینما چهاربعدی
- مایا
- ادوبی افتر افکتس